# Дамаскін (Малюта)
Дамаскін (в миру Діонісій Макарович Малюта; 23 травня 1883, село Клебань, Брацлавський повіт, Подільська губернія — 1 серпня 1952) — український  православний архієрей, предстоятель («Старший єпископ») Української Автономної Православної церкви у 1943-1944 роках. Жертва сталінського терору.

## Життєпис
Отримав чудову початкову освіту, володів кількома іноземними мовами. Юнаком виїхав до Житомира, де закінчив Волинську духовну семінарію. Вищу освіту здобув аж в 1928 році, закінчивши Богословський факультет Варшавського університету.
Щодо відомостей про дату народження майбутнього архієрея, то вони досить суперечливі. Дата 22.10.1903, що наводиться в окремих джерелах не відповідає дійсності. На думку переважної більшості дослідників — Дамаскін (Малюта) народився близько 1880 року.

## Іночество
Після закінчення Житомирської семінарії близько 5 років подвизався на Афоні.
1914 року згадується вже як Ієродиякон Почаївської лаври, який розписував тамтешній «Собор Святої Троїці», але зробив мало через війну.
З 1920 року як Архімандрит і Намісник очолював братію Почаївської лаври. В той час Лавра опинилася на окупованій Польщею території, і Архімандрит Дамаскін змушений був перейти у клір Польської православної церкви, яка на той час була автономною у складі РПЦ. 1923-го року оголосила себе автокефальною.
З 1921 року обіймав посаду Благочинного усіх монастирів Волинської єпархії. Під час ревіндикації активно відстоював належне православній церкві майно, здебільшого успішно. 1923-го під його контроль був також переданий Яблочинський монастир.
Завдяки старанням Дамаскіна у Почаївській лаврі обладнали електростанцію та власний млин. За його ігуменства у Лаврі відкрили притулок для сиріт. Дітей навчали професіям в іконописній та позолотній майстернях, які працювали на потреби всіх православних приходів Польщі. Архімандрит Дамаскін був не тільки талоновитим проповідником, а й вмілим організатором господарського життя монастирів.
1931 року Синод ППЦ відсторонив Дамаскіна від посади намісника Почаївської лаври.

## Архієрейське служіння
1939-го р. територію західної України було приєднано до УРСР. Водночас, Дамаскін (Малюта) разом з іншим духовенством увійшли у клір Українського екзархата РПЦ. Теж згодом, у березні 1940 року став агентом НКВС із позивним "Політос".
20 серпня 1940 року у Москві Патріарший Місцеблюститель Сергій (Старгородський) очолив хіротонію Архімандрита Дамаскіна (Малюту) в Єпископа. При цьому архієрея було призначено на Житомирську кафедру. Під час керування Житомирською єпархією, єпископ Дамаскін проживав у Ковелі.
У червні 1940 Північну Буковину окупували сталінські війська, приєднавши її до маріонеткової УССР. З місцевих парафій утворено Чернівецько-Буковинську єпархію РПЦ Московської патріархії, формально включено до складу Українського екзархату. На початку 1941 єпископа Дамаскіна призначено на захоплену Чернівецьку кафедру РумПЦ. З початком Другої світової війни Північна Буковина знову повернулася до складу Румунії. Владика Дамаскін виїхав у Житомир — в совєцьку зонку окупації. Водночас продовжував носити фіктивний титул — Єпископ Чернівецький і Буковинський.
Того ж року брав участь у єпископському соборі під головуванням Алексія (Громадського) у Почаївській лаврі, на якому було утворено Українську Автономну Православну Церкву.
1943-го р. єпископ Дамаскін очолив єпархію в Кам'янці-Подільському. Фактично з 1941 по 1942 був тимчасово керуючим Вінницькою єпархією. У документі про нагородження митрою настоятеля Спасо-Преображенського собору протоієрея Іоанна Кишковського підписавя, як єпископ Кам'янець-Подільський і Вінницький. Приблизно півроку мешкав у Вінниці для того щоб оновити церковне життя. У 1943–1944 рр. — тимчасово керував Кременецькою єпархією.
Після вбивства Митрополита Алексія (Громадського), 6 червня 1943 на Архієрейському Соборі у Ковелі (на пропозицію єпископа Іова (Кресовича) Дамаскіна Малюту одноголосно обрано першоієрархом Автономної УПЦ й зведено у сан архієпископа. Одночасно архієпископу Дамаскіну надано в управління найбільшу «Волинську єпархію» з місцем перебування у Кам'янці-Подільському. На вимогу німецької адміністрації титул архієпископа в офіційних документах замінено на «старший єпископ».

## Сталінський терор
З новою сталінською окупацією у березні 1944 Кам'янця-Подільського, архієпископ Дамаскін (Малюта) заарештований й відправлений до концтаборів ГУЛАГ СРСР. Ув'язнення відбував на Сірому Клину, під Омськом, де невдовзі й доведений до смерті комуністами.